# Cuves
|  | Per a altres significats, vegeu «Cuves (Alt Marne)». |

Cuves és un municipi francès al departament de la la Mànega de la regió de Normandia. L'any 2007 tenia 357 habitants.

## Demografia

### Població
El 2007 la població de fet de Cuves era de 357 persones. Hi havia 144 famílies de les quals 40 eren unipersonals (16 homes vivint sols i 24 dones vivint soles), 60 parelles sense fills, 40 parelles amb fills i 4 famílies monoparentals amb fills.
La població ha evolucionat segons el següent gràfic:

### Habitatges
El 2007 hi havia 179 habitatges, 146 eren l'habitatge principal de la família, 28 eren segones residències i 4 estaven desocupats. 164 eren cases i 13 eren apartaments. Dels 146 habitatges principals, 92 estaven ocupats pels seus propietaris i 54 estaven llogats i ocupats pels llogaters; 6 tenien una cambra, 6 en tenien dues, 14 en tenien tres, 45 en tenien quatre i 75 en tenien cinc o més. 106 habitatges disposaven pel capbaix d'una plaça de pàrquing. A 64 habitatges hi havia un automòbil i a 69 n'hi havia dos o més.

### Piràmide de població
La piràmide de població per edats i sexe el 2009 era:
| Homes | Edats   | Dones |
| ----- | ------- | ----- |
| 0     | 95 o +  | 0     |
| 0     | 90 a 94 | 4     |
| 0     | 85 a 89 | 0     |
| 0     | 80 a 84 | 0     |
| 4     | 75 a 79 | 0     |
| 20    | 70 a 74 | 8     |
| 12    | 65 a 69 | 24    |
| 12    | 60 a 64 | 8     |
| 4     | 55 a 59 | 4     |
| 0     | 50 a 54 | 4     |
| 24    | 45 a 49 | 8     |
| 20    | 40 a 44 | 20    |
| 12    | 35 a 39 | 8     |
| 4     | 30 a 34 | 12    |
| 12    | 25 a 29 | 8     |
| 12    | 20 a 24 | 4     |
| 16    | 15 a 19 | 12    |
| 20    | 10 a 14 | 12    |
| 8     | 5 a 9   | 4     |
| 4     | 0 a 4   | 12    |

## Economia
El 2007 la població en edat de treballar era de 206 persones, 155 eren actives i 51 eren inactives. De les 155 persones actives 142 estaven ocupades (84 homes i 58 dones) i 13 estaven aturades (5 homes i 8 dones). De les 51 persones inactives 21 estaven jubilades, 22 estaven estudiant i 8 estaven classificades com a «altres inactius».

### Ingressos
El 2009 a Cuves hi havia 139 unitats fiscals que integraven 326 persones, la mediana anual d'ingressos fiscals per persona era de 13.258,5 €.

### Activitats econòmiques
Dels 7 establiments que hi havia el 2007, 1 era d'una empresa extractiva, 2 d'empreses de construcció, 1 d'una empresa d'hostatgeria i restauració, 2 d'empreses de serveis i 1 d'una empresa classificada com a «altres activitats de serveis».
Dels 4 establiments de servei als particulars que hi havia el 2009, 2 eren guixaires pintors, 1 lampisteria i 1 restaurant.
L'únic establiment comercial que hi havia el 2009 era una fleca.
L'any 2000 a Cuves hi havia 45 explotacions agrícoles que ocupaven un total de 989 hectàrees.

## Equipaments sanitaris i escolars
El 2009 hi havia una escola elemental.

## Poblacions properes
El següent diagrama mostra les poblacions més properes.